# Локовица (Шоштањ)
Локовица (словен. Lokovica) је насељено место у општини Шоштањ, Савињска регија, Словенија.

## Историја
До територијалне реорганизације у Словенији била је у саставу старе општине Велење.

## Становништво
У попису становништва из 2011. године, Локовица је имала 906 становника.
| Број становника према пописима | Број становника према пописима | Број становника према пописима |
| ------------------------------ | ------------------------------ | ------------------------------ |
| 1991                           | 2002                           | 2011                           |
| 746                            | 850                            | 906                            |